# Египетская гороховая зерновка
Египетская гороховая зерновка, или гороховая зерновка (лат. Bruchidius incarnatus) — вид жуков семейства зерновок, впервые описанный в 1833 году Карлом Хенриком Бохеманом. Личинки развиваются в семенах бобов, нута, гороха и чечевицы. Является вредителем, конских бобов при выращивании и хранении.

## Распространение
Встречается на юге Европы и в Северной Африке.